# Tournedos Rossini

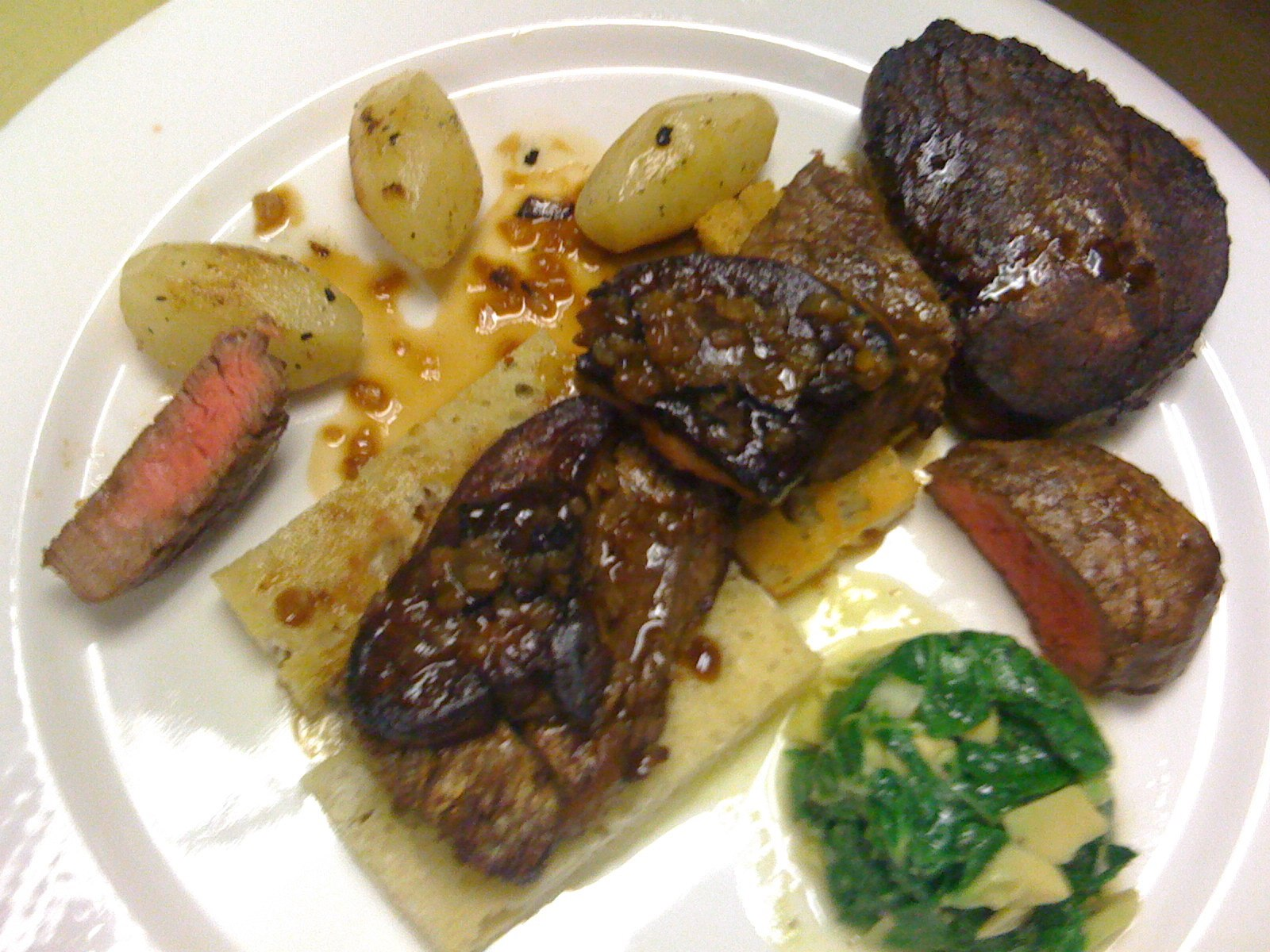
Tournedos Rossini com batatas

O Tournedos Rossini é um prato de filé francês, batizado em homenagem ao compositor do século XIX, Gioachino Rossini. Sua invenção é atribuída ao chef francês Marie-Antoine Carême  ou Adolphe Dugléré, ou ao chefe do Hotel Savoy, Auguste Escoffier.
O prato é composto por um filé mignon frito na manteiga, servido com um crouton e coberto com uma fatia quente de foie gras frescas, preparadas rapidamente na frigideira no último minuto. O prato é decorado com fatias de trufa e termina com um molho madeira demi-glace.